# 黃銘仁
黃銘仁 （1961年—），中華民國海軍陸戰隊少將，臺灣高雄市人，畢業於國立政治大學外交系戰略專班碩士、陸軍官校72年班（1983年班），現任國防安全研究院特約研究員、海軍陸戰隊學校教官，曾任海軍陸戰隊副指揮官、參謀本部訓次室聯訓處長、海軍陸戰隊參謀長、海軍陸戰隊99旅長、國防部後備司軍動處長、聯勤戰計處長、海軍陸戰隊作戰處副處長。